# 渡辺裕一
渡辺 裕一（わたなべ ゆういち、1949年 - ）は、日本のコピーライター。北海道出身。

## 経歴
青森県立弘前高校を卒業後、北海道での蟹工船乗務や、清水で珊瑚船への乗務を経て、カナダに渡りサケマス漁、ヨーロッパ、北アフリカなどを数年間、渡り歩いて帰国。テレビ局の大道具、沖縄での泡盛製造などの仕事についた後、28歳でフリーランスのコピーライターとなる。サントリーのCMを担当していた縁で、開高健のスコットランド釣り旅行に同行した。
1999年からニュージーランドに渡り、4年間クライストチャーチに居住。マス釣りに熱中した。

## コピーライターとしての作品
- サントリーCANビール「ペンギンシリーズ」
- 日清食品カップヌードル「シュワルツネッガー、食べる。」、「ちからこぶる。」
- 日本航空「ただ今、JALで移動中。」
- JRグループ「秘密の京都。」
- アリナミンA「カラダ元気、ココロ平和。」

など。

## 著作
- 『小説家の開高さん』(フライの雑誌社、2009年)